# Taler

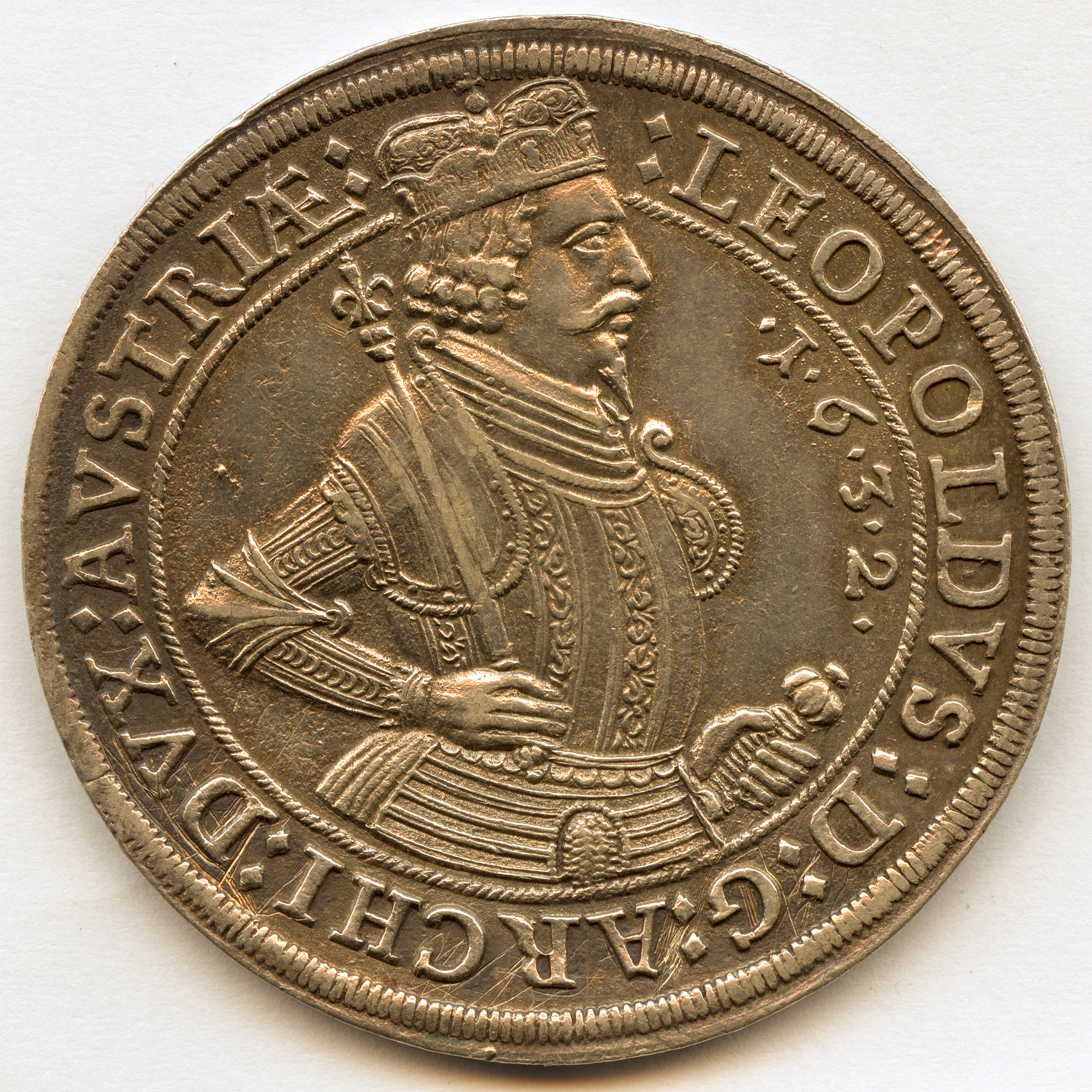
Weltlicher Silbertaler Erzherzog Leopold V. von Österreich-Tirol, geprägt 1632 in Hall (Tirol)

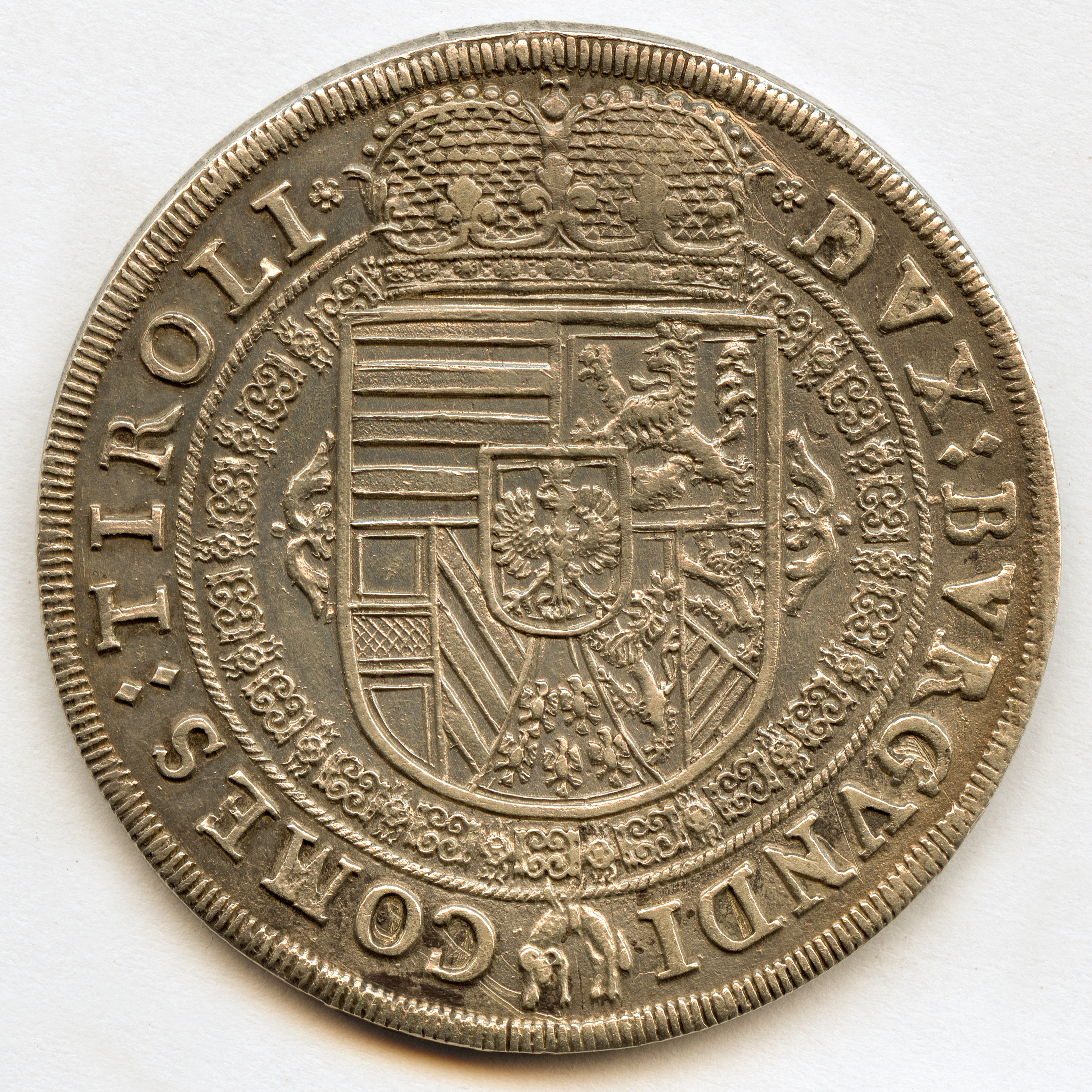
Rückseite der Münze; Feingewicht: 25,667 g bei 890,625 ‰ Silbergehalt

Der Taler, dt. Schreibweise bis 1901 Thaler, ist ein Typus einer großen, von der Frühneuzeit bis ins 19. Jahrhundert bedeutenden europäischen Silbermünze. Silbermünzen, die vom zeitgenössischen Wert her einer goldenen Guldenmünze entsprachen, wurden erstmals 1486 in Hall in Tirol geprägt. Solche Münzen breiteten sich ab 1500 allmählich in ganz Europa und darüber hinaus aus. Die im böhmischen Joachimsthal (spätestens 1519) geschlagenen Guldengroschen wurden zunächst „Joachimsthaler“ und später, entsprechend dem im Volksmund als „’s Tal“ bezeichneten Joachimstal, verkürzt „Thaler“ genannt, was zum Gattungsbegriff für Münzen dieser Größe wurde. Der gesetzmäßige Silbergehalt der verschiedenen Taler nahm von den Reichsguldinern (1524) bis zu den Vereinstalern von etwa 27,4 g auf 16,7 g Feinsilber ab.
In Deutschland blieb der Taler in Form des Vereinstalers (1857–1871) bis zur Einführung der Mark die wichtigste große Silbermünze. Am 19. Mai 1908 wurde parallel zur Außerkurssetzung des Vereinstalers die Ausgabe von wertgleichen 3-Mark-Stücken beschlossen. Sie wurden im Volksmund weiterhin als „Taler“ bezeichnet. Auch außerhalb Deutschlands waren Silbermünzen in Talergröße beliebt; so leitet sich auch die Bezeichnung Dollar von der niederdeutsch/niederländischen Aussprache von Taler ab.
Aufgrund der Größe bzw. des breiten Durchmessers von Talermünzen (ca. 38 mm) konnten die Münzgraveure und Stempelschneider ihre Motive wie Porträts, Wappen, Städteansichten, Allegorien etc. detailliert und kunstvoll darstellen, weshalb sie heute für viele Münzsammler und Numismatiker beliebte Sammelobjekte darstellen.
Das slowenische Wort für Taler ist Tolar. Die Währung des unabhängigen Sloweniens von 1991 bis zur Euro-Einführung 2007 war der slowenische Tolar.

## Geschichte

### Vorläufer und Taler bis zur 3. Reichsmünzordnung

#### Tiroler Guldiner

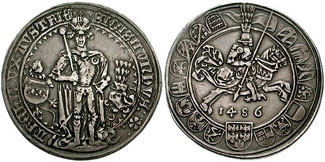
Guldiner des Erzherzogs Siegmund von Tirol

Der Tiroler Guldiner von 1486 wurde auch Großer Groschen oder Großer Pfennig genannt und war der erste seiner Art. Er entstand, als man im mit neu entdeckten Silbervorkommen gesegneten Tirol auf die Idee kam, eine Silbermünze im Wert eines Guldens zu prägen. Aus Gold geprägte Gulden (siehe auch Florentiner) hatten sich seit dem Spätmittelalter von Norditalien aus als beliebte Geldsorte für hohe Zahlungen verbreitet. Bei einem Wertverhältnis zwischen Gold und Silber von 11,58:1 musste der Guldiner ein Feingewicht von 29,9 g Silber haben. Bei einer Silberlegierung von 15 Lot = 937,5 ‰ entspricht das einer theoretischen Münzmasse (Raugewicht) von fast 32 Gramm. Tatsächlich ergaben Messungen, dass das Raugewicht zwischen 27,17 g und 32,02 g schwankte. So große Silbermünzen waren für die Zeit neu und konnten erst geprägt werden, nachdem einige technische Probleme gelöst worden waren. Die großen Unterschiede im Raugewicht scheinen darauf hinzudeuten, dass es sich hier weniger um eine Umlaufmünze als vielmehr um Repräsentationsprägungen handelte. Dies gilt auch für die vielen frühen Nachahmungen.
Da die Münze dem Wert eines Guldens entsprechen sollte, wurde sie als „Guldiner“ bezeichnet. In der Folge blieb der Name „Guldiner“ oder „Gulden“, an der Silbermünze haften. Der Gulden aus Gold wurde nun als „Goldgulden“ bezeichnet – ein Pleonasmus. Der Guldiner wurde in 60 Kreuzer unterteilt, und im Laufe der Zeit setzte sich dieser Wert als Rechnungsmünze durch: 1 Gulden war die Maßeinheit für 60 Kreuzer, auch wenn die geprägte Münze höher bewertet wurde, weil der Silbergehalt der ausgeprägten Kreuzer stetig sank.

#### Sächsischer Guldengroschen ab 1500 („Klappmützentaler“)

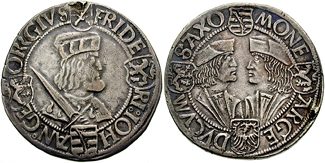
Klappmützentaler ca. 1518

Bereits 1492 und 1493 hatten die Münzstätten Zwickau und Schneeberg im silberreichen Kurfürstentum Sachsen Bartgroschen sowie ab 1496 Zinsgroschen geprägt. Die eigentliche Geschichte des Talers als Umlaufmünze beginnt dann 1500, als Kursachsen anfing, einen „groschen so einen gulden tut“ auszugeben.
Der Kurfürst Friedrich der Weise erließ im Einvernehmen mit Herzog Albrecht, der durch seinen Sohn Georg vertreten war, und seinem Bruder Johann die Münzordnung von 1500, die als Muster für andere Münzstände und auch als Grundlage für die Reichsmünzordnungen des 16. Jahrhunderts diente. Aus einer rauen Kölner Mark (= 233,86 g) sollten acht Münzen geschlagen werden. Diese Münze hatte also eine Masse von 29,23 g. Bei einem Feingehalt von 15 Lot = 937,5 ‰ betrug das Feingewicht formal 27,41 g Silber, d. h., es wurden 88⁄15 Münzen aus einer Kölner Mark Feinsilber geprägt. Seit ca. 1505 wurde der Feingehalt um 2 Grän auf 148⁄9 Lot = 930,6 ‰ vermindert, so dass das neue Feingewicht etwa 27,2 g betrug (zu Schwankungen der Masseangaben siehe z. B. Rittmann, Geldgeschichte, S. 725).
Da das Münzbild den Kurfürsten und die beiden Herzöge mit Klappmützen zeigte, wurde der bis 1525 geprägte sächsische Guldengroschen später, nachdem sich die Bezeichnung Taler durchgesetzt hatte, als „Klappmützentaler“ bezeichnet. Er wurde in den Münzstätten Annaberg, Buchholz, Leipzig und eventuell auch in Wittenberg ausgemünzt.

#### Schlickscher Guldengroschen 1519–1546 („Joachimstaler“)

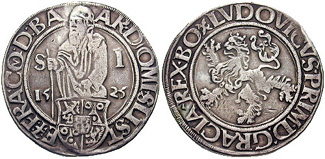
Joachimsthaler

Auch im böhmischen Teil des Erzgebirges wurde ab 1516 Silber in großen Mengen abgebaut, und seit 1519 ließen die Grafen Schlick nach dem sächsischen Münzfuß – also 29,232 g rau und 27,202 g fein – riesige Mengen Guldengroschen schlagen. Nach ihrem Herkunftsort Joachimsthal wurden sie bald „Joachimsthaler“, später verkürzt „Thaler/Taler“, genannt. Dieser Name setzte sich ab Mitte des 16. Jahrhunderts für alle Silbermünzen dieser Größe durch. Der Joachimsthaler trug auf der einen Seite das Bild des Ortsheiligen, des hl. Joachim, und auf der Rückseite das Löwenwappen Böhmens, weswegen die Münze alternativ auch als „Löwengroschen“ bezeichnet wurde. Ab 1536 wurde der Feingehalt des Joachimsthalers auf 14 Lot 8 Grän = 902,77 ‰ und damit auf 26,39 g Silber reduziert.

#### Danielstaler
Die Danielstaler sind Taler der Herrschaft Jever aus der Regierungszeit des Fräuleins Maria (1536–1575). Sie wurden ohne Jahreszahl und mit den Jahreszahlen 1561 und 1567 geprägt. Die Prägung ohne Jahreszahl hatte eine besondere Bewandtnis. Als die Reichsmünzordnung eingeführt wurde, hatte Maria von Jever sich auf Grund ihrer besonderen Lage entschieden, nicht nach der Reichsmünzordnung zu prägen, sondern weiterhin nach dem leichteren burgundischen Münzfuß und zunächst die Jahreszahl wegzulassen. Mit dieser Praxis war sie nicht allein. Siehe dazu Danielstaler#Das Münzverbot.

#### Doppelter Bettlertaler von 1525
Die Bettlertaler, auch Kröpeltaler und Prachertaler genannt, zeigen auf einer Seite das Reiterbild des heiligen Martins mit dem Bettler, daher werden sie auch Martinstaler genannt. Die Bezeichnungen Kröpel- (= Krüppel) bzw. Prachertaler (Pracher niederdeutsch = Bettler) charakterisieren ebenfalls die Münzen, die von mehreren Münzherren geprägt wurden. Als Vorbild der Bettlertaler kann der Dicken bzw. Vierteltaler der Stadt Colmar von 1499 angesehen werden.

#### Talermünzen nach der Esslinger Reichsmünzordnung
Die Esslinger Reichsmünzordnung ist die erste deutsche Reichsmünzordnung, die am 10. November 1524 in Esslingen vom Deutschen Reichstag erlassen wurde. Als Reichsmünze wurde die Prägung silberner Güldener beschlossen. Das waren die Talermünzen, die als Reichsmünzen geprägt wurden. Für das gesamte Heilige Römische Reich war für alle Münzstände der Reichsadler auf einer Seite und das Wappen des Münzherrn auf der Gegenseite vorgeschrieben. Die Esslinger Reichsmünzordnung war zum Scheitern verurteilt, da sie sich über die bestehenden Machtverhältnisse hinwegsetzte. Es wurden nur wenige Münzen nach dieser Münzordnung geprägt. Zum Beispiel eine Lübecker Talermünze von 1528 und die seltenen Lübecker Brömsentaler von 1537.

### Reichstaler von 1566 (ausgeprägte Münze und Rechnungsmünze)

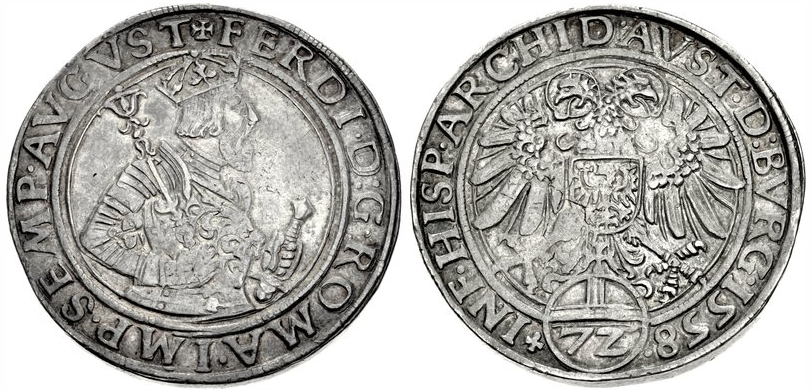
Reichsguldener (Taler) Ferdinands I. zu 72 Kreuzer von 1558 der Augsburger Reichsmünzordnung von 1551 (Silber; Durchmesser 39 mm; 31,16 g)

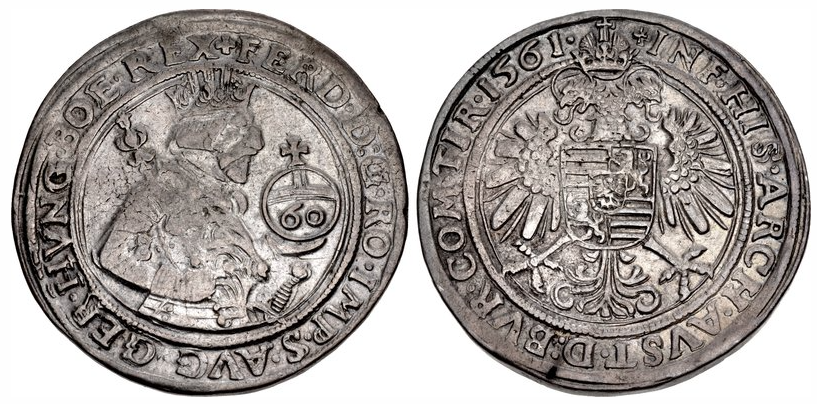
Kaiser Ferdinand I., Reichsguldener (Reichsgulden) zu 60 Kreuzer von 1561, der Augsburger Reichsmünzordnung von 1559 (Silber; Durchmesser 39 mm; 24,47 g)

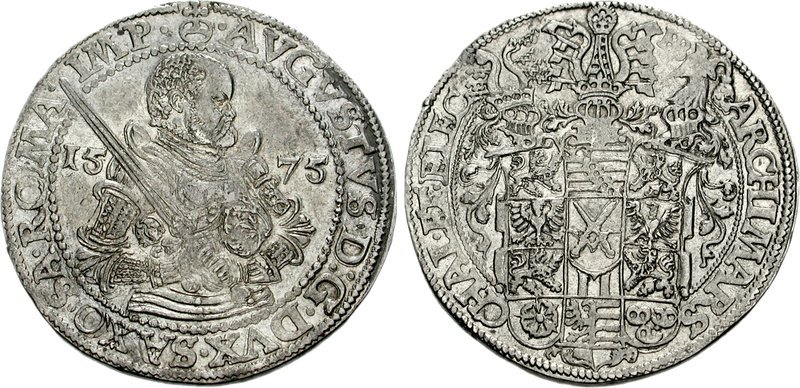
Kurfürst August, Reichstaler 1575 der Münzstätte Dresden mit dem kleinen Reichsapfel über dem Kopf des Kurfürsten (Silber; Durchmesser 40 mm; 29,09 g)

Die Versuche, eine reichseinheitliche, von allen Reichsständen akzeptierte Münzordnung zu schaffen, scheiterten auf den Reichstagen von 1524, 1551 und 1559. Stets weigerten sich einige Münzstände, die Bestimmungen einzuhalten. Allerdings hatten zwei der getroffenen Verfügungen Bestand: 1) Auf dem Reichstag in Esslingen 1524 war die Kölner Mark (= 233,856 g) als Münzgrundgewicht für das ganze Reich festgelegt worden. Sie wurde erst 1857 durch das Zollpfund zu 500 g ersetzt. 2) Auf dem Reichstag von Augsburg 1559 hatte sich endgültig die Erkenntnis durchgesetzt, dass sich die ursprüngliche Einheit von Goldgulden = Silbergulden = 60 Kreuzer nicht mehr aufrechterhalten ließ. Der Goldgulden sollte 72–75 Kreuzer gelten. Der Reichsguldiner, der schon 1524 mit 63 Kreuzern und nach der Augsburger Reichsmünzordnung von 1551 mit 72 Kreuzern bewertet worden war, wurde nun auf 60 Kreuzer, den traditionellen Wert des Guldens, heruntergesetzt. So sollten Rechnungsmünze und ausgeprägte Münze wieder zusammenfallen. Dies bedeutete aber auch, dass ab sofort Taler und Reichsguldiner zwei verschiedene Münzen waren: die großen, jetzt allgemein „Taler“ genannten Münzen mit einem Feingehalt von ca. 27 g und die um einiges geringerhaltigen Reichsguldiner mit einem Feingehalt von 22,907 g. Letztere sind als die ersten (Silber-)Gulden im eigentlichen Sinne anzusehen. Sie wurden mit nennenswerten Prägezahlen unter dem Namen „Reichsguldiner“ oder „Guldentaler“ brw. Reichsguldener nur in Österreich und Nürnberg geprägt.
Da die Taler bereits in großen Mengen im Reich umliefen und vor allem in Norddeutschland immer noch in großen Mengen geprägt wurden, weigerten sich viele Reichsstände, die Prägung des Reichsguldiners von 1559 auch nur in Erwägung zu ziehen. Auf dem Reichstag in Augsburg 1566 trug man dann der Realität Rechnung und erließ zur Augsburger Reichsmünzordnung von 1559 eine Ergänzung, die auch den Taler in den Rang einer Reichsmünze erhob. Von diesem Reichstaler sollten – wie schon traditionell – 8 aus einer rauen Kölner Mark geprägt werden. Der Silbergehalt der Münzlegierung wurde allerdings etwas reduziert. Der Feingehalt sank auf 888,89 ‰ (damals: 14 Lot 4 Grän). Somit konnten genau neun Reichstaler aus einer Kölner Mark Feinsilber geprägt werden. Der Reichstaler hatte damit ein rechnerisches Feingewicht von 25,984 g bei einer Masse von 29,232 g. Der Reichstaler wurde in der Reichsmünzordnung von 1566 mit 68 damaligen Kreuzern bewertet. Er setzte sich nach den üblichen Einwänden relativ schnell überall im Reich und auch darüber hinaus durch.
Ein großes Problem, das sich durch die ganze deutsche Münzgeschichte bis weit ins 19. Jahrhundert hinzog, war die ständige Münzverschlechterung. Betrügerische Münzherren reduzierten den Edelmetallgehalt ihrer Prägungen immer wieder, vor allem bei den kleineren Nominalen. Zu einer Zeit, da der Edelmetallgehalt einer Münze für deren Wert entscheidend war, bedeutete dies, dass Kleinmünzen wie Kreuzer, Groschen und Schillinge kontinuierlich an Wert verloren. Wurde der Reichstaler anfänglich mit 68 Kreuzern bewertet, so stieg er schnell auf 72 Kreuzer. Die Zeitgenossen beschwerten sich ständig über das „Steigen des Talers“; dies war Folge der Verschlechterung der Kleinmünzen.
Nach der Hyperinflation der Kipper- und Wipperzeit wurden die Kleinmünzen ab 1623 ca. 40 Jahre lang stabil ausgebracht. Für einen Reichstaler mussten damals 90 Kreuzer bezahlt werden. Man gewöhnte sich an dieses lange Zeit stabile Verhältnis und sah den Reichstaler bald als Rechnungsgröße für 90 Kreuzer. In Teilen Norddeutschlands wurde der Reichstaler als Wert von 24 Guten Groschen, 36 Mariengroschen oder 48 lübischen Schillingen gesehen.
Bald setzte aber wieder die Verschlechterung des Kleingelds ein, und der Reichstaler stieg erneut. Ganze Reichstaler nach dem Reichsmünzfuß wurden zusehends weniger ausgeprägt.

### Taler im 17. und 18. Jahrhundert
Als im Laufe des 17. Jahrhunderts die Silberausbeute der Bergwerke im Heiligen Römischen Reich deutlich zurückging, gingen viele Münzherren dazu über, nur noch kleinere Teilstücke des Reichsspeziestalers zu prägen. Die Stelle der großen ('groben') Silbermünzen wurde zunehmend von ausländischen Prägungen übernommen. Vor allem die seit 1641 geprägten französischen Taler, die Écus blancs, bildeten in der ersten Hälfte des 18. Jahrhunderts in weiten Teilen Deutschlands die Hauptumlaufmünze, und sie wurden dem Reichsspeziestaler gleichgestellt – um 1700 waren das 1 ⅓ (Rechnungs-)Reichstaler oder 2 Gulden –, auch wenn nicht alle dessen vollen Wert erreichten, da sonst nicht genügend grobe Sorten zur Verfügung gestanden hätten. Diese Situation führte zu verschiedenen Versuchen, durch die Herausgabe neuer – d. h. jeweils im Silbergehalt verringerter – Typen von Talermünzen die Situation zu stabilisieren (oder von ihr zu profitieren). In den Habsburger Erblanden wurde anstelle des Reichstalers ein Österreichischer Taler mit eigenem Münzfuß geprägt.
Für die Finanzierung des Siebenjährigen Krieges brachten verschiedene Münzherren – allen voran Friedrich II. von Preußen – ihre eigenen Münzen mit immer schlechterem Feingehalt aus (siehe Ephraimiten). Es wird auch von einer Dritten Kipper- und Wipperzeit gesprochen. Zudem wurden eigene und fremde Münzen in großem Umfang gefälscht (Heckenmünze). Auch Taler und Taler-Teilstücke waren in großem Umfang betroffen (siehe Münzstätte Leipzig – unter preußischer Besatzung). Erst nach Ende des Krieges normalisierte sich die Situation.

#### Taler nach den ersten Münzreformen unter Preußischer Führung (1667–1690)
In der ersten Hälfte des 17. Jahrhunderts sank der Silbergehalt der Kleinmünzen für längere Zeit auf 90 Kreuzer (24 Gute Groschen) pro Reichstaler; der Reichstaler wurde zur Rechnungsmünze, an der sich langfristige Verträge orientierten (siehe auch Bancotaler). Nach dem Ende des Dreißigjährigen Krieges breitete sich aber langsam wieder unterwertiges Geld aus. Zudem flossen wegen der zurückgehenden eigenen Talerprägungen verstärkt ausländische Talermünzen ins Land, die meist nach einem etwas leichteren Münzfuß geprägt waren. Beispiele sind die spanisch-niederländischen Philippstaler und französische Silbertaler (ecu d'argent).

- 2⁄3-Taler (Zweidritteltaler) nach dem Münzrezess von Zinna (1667)

Ein erster nennenswerter Versuch zur Ordnung der Verhältnisse war der Münzrezess von Zinna, der 1667 zwischen Kursachsen und Kurbrandenburg geschlossen wurde. Der ausgeprägte, vollwertige Reichstaler und sein Rechenwert waren damals in Norddeutschland auf 105 (nochmals verschlechterte) Kreuzer im Wert gestiegen. Es wurde nun vereinbart, den Reichsmünzfuß nur für die ganzen Reichstaler beizubehalten. Für Teilstücke vom ⅔-Taler abwärts sollte statt des 9-Taler-Fußes ein 10,5-Taler-Fuß gelten. Dies entspricht genau der Rückführung der Rechengröße Reichstaler von 105 Kreuzern wieder auf 90 Kreuzer.
Die nach dem Zinnaer Fuß ausgeprägten Stücke waren eigentlich unterwertige Scheidemünzen: Statt 25,98 g Feinsilber enthielten ein ⅔- plus ein ⅓-Talerstück nur noch 22,272 g Silber. Die „alten“, nach dem Reichsmünzfuß von 1566 ausgeprägten – also „in specie“ vorhandenen – Reichstaler wurden zur Unterscheidung nun Speciestaler oder Reichsspeziestaler genannt. 1668 schloss sich das Herzogtum Braunschweig-Lüneburg den Zinnaer Vereinbarungen an. Da traditionell ein Gulden 60 Kreuzer repräsentiert, wurden die oft ausgeprägten ⅔-Taler auch Gulden genannt. Diese Zweidritteltaler wurden für längere Zeit ein vorherrschender Münztypus in Norddeutschland.
Der Kuranttaler des Zinnaischen Münzfußes war ein Rechnungstaler zu 24 Groschen = 90 Kreuzer oder 36 Mariengroschen. Der alte Reichstaler war auf einen Wert von 28 Groschen gestiegen. Der Kuranttaler in Kursachsen wurde jedoch bei besonderen Anlässen ausgeprägt.
- Beispiel: Kuranttaler Johann Georgs II. von 1678, St. Georg (Gewicht 23,32 g) – siehe Sächsische Münzgeschichte#Prägung im Zinnaischen- und Leipziger Münzfuß (1667–1690–1763)
- Taler nach dem Leipziger 12-Taler-Fuß (1690)

Den zweiten wichtigen Reformversuch stellt der Leipziger Rezess von 1690 dar; die Vertragspartner waren die gleichen, wie die des Zinnaischen Rezesses. Der Reichsspeziestaler war inzwischen auf einen Wert von 120 Kreuzern gestiegen. Erneut wurde der Münzfuß zur Ausprägung der Scheidemünzen angepasst und zu einem 12-Taler-Fuß übergegangen (12 Taler aus einer Gewichtsmark Feinsilber). Der rechnerische Silbergehalt eines Talers nach dem Leipziger Fuß sank auf nur noch 19,488 g. Der ganze Taler war wieder nur eine Rechengröße, die nun als Reichstaler (Rtlr., Rthlr.) oder Taler Courant (Kuranttaler) bezeichnet wurde. Ausgeprägt wurden ebenfalls zunächst höchstens ⅔-Stücke.
Dieser Münzfuß wurde 1738 zum Reichsfuß erhoben. Durch das glatte Verhältnis zwischen 9-Taler- und dem 12-Taler-Fuß ergab sich ein vergleichsweise sehr übersichtliches Münzsystem, das bis ins 19. Jahrhundert Bestand hatte: So ergaben 2 ⅔-Stücke wieder genau einen Reichstaler nach dem Fuß von 1566.
|                             | Reichsspeziestaler | Reichstaler (Taler Courant) | Gute Groschen | Mariengroschen | Gulden | Kreuzer |
| --------------------------- | ------------------ | --------------------------- | ------------- | -------------- | ------ | ------- |
| Reichsspeziestaler          | 1                  | 1 ⅓                         | 32            | 48             | 2      | 120     |
| Reichstaler (Taler Courant) | ¾                  | 1                           | 24            | 36             | 1 ½    | 90      |
| Gute Groschen               | 1⁄32               | 1⁄24                        | 1             | 1 ½            | 1⁄16   | 3 ¾     |
| Mariengroschen              | 1⁄48               | 1⁄36                        | ⅔             | 1              | 1⁄24   | 2 ½     |
| Gulden                      | ½                  | ⅔                           | 16            | 24             | 1      | 60      |
| Kreuzer                     | 1⁄120              | 1⁄90                        | 4⁄15          | 2⁄5            | 1⁄60   | 1       |

Wenn man von den nach dem Zinnaer und Leipziger Münzfuß geschlagenen sächsischen Klippen und Gedenktalern absieht, die zwar gelegentlich die Aufschrift „1 Thal.“ oder „1 Thal. C:“, also ein „Taler Courant“, aufwiesen, aber tatsächlich Gedenkmünzen wie Sterbetaler und Schießtalerklippen waren, wurden Kuranttaler vor Mitte des 18. Jahrhunderts nicht geprägt.

#### Laubtaler

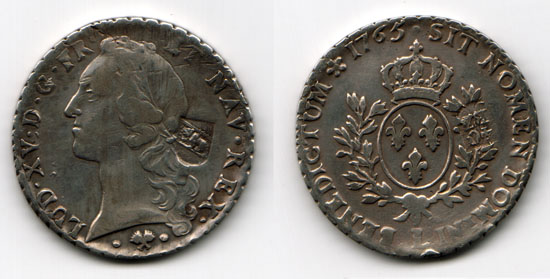
Laubtaler mit Berner Gegenstempel

Zu den wichtigsten aus dem Ausland einströmenden Münzen gehörte der seit 1726 geprägte Écu aux lauriers, der hierzulande wegen der darauf abgebildeten Lorbeerzweige als Laub-, Lorbeer- oder Federtaler bezeichnet wurde. Zum Münzfuß der Laubtaler gibt es die unterschiedlichsten Angaben: Gesetzmäßig sollten 8 3⁄10 aus der Pariser Mark zu 244,753 g geschlagen werden; dies bedeutete ein Raugewicht von 29,488 g, was bei einem Feingehalt von 14 Lot 12 Grän = 916,66 ‰ eine Aufzahl von 9 3⁄55 und ein Feingewicht von 27,031 g ergab. Allerdings zeigten Untersuchungen Ende des 18. Jahrhunderts, dass diese Werte häufiger unterschritten wurden. Erst nach dem Aufkommen der Konventionstaler und der preußischen Reichstaler verlor der Laubtaler nach 1765 seine „Alleinherrschaft unter den groben Münzen“ in Deutschland.

#### Konventionstaler (ab 1748)

Königreich Sachsen, König Anton, Speciestaler (im Konventionsfuß) 1831, Mmz. S, Münzstätte Dresden

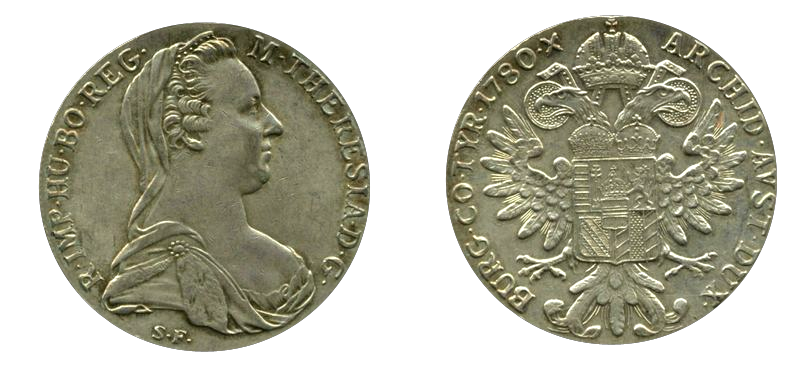
Maria-Theresien-Taler (Levantetaler), 1780

Das Bestreben, sich von ausländischen Sorten unabhängig zu machen und das zerrüttete eigene Münzsystem mit den immer schlechter werdenden Kleinmünzen zu reformieren, führte 1748 in den Habsburgischen Erblanden zur Einführung eines neuen Münzfußes: Der Reichsspeziestaler, der um 1700 120 Kreuzer gegolten hatte, war bis auf 133⅓ Kreuzer gestiegen. Wie schon im norddeutschen Bereich unter preußischer Führung ging nun auch Habsburg daran, den Silbergehalt der ausgeprägten Großsilbermünzen herabzusetzen.
Der neue „Taler nach dem Konventionsfuß“ wurde durch eine Verminderung seines Silbergehalts wieder auf 120 Kreuzer herabgesetzt. Bei dem theoretischen Silberwert eines Kreuzers von 25,984 g (Reichsmünzfuß): 133,333 (aktueller Kurs des Reichsspeziestalers) = 0,195 g ergab das für die neue Münze eine Masse von 0,195 g • 120 = 23,386 g. Aus einer feinen Kölner Mark konnten so genau 10 Konventionstaler geprägt werden. Die Münzen nach dem Konventionsfuß waren aus Silber von 833,33 ‰ Feinheit. Die Konventionstaler hatten damit ein Raugewicht von 28,063 g.
Um den neuen Münzfuß auf eine breitere Grundlage zu stellen, schloss Österreich 1753 eine Konvention mit Bayern zur Übernahme seines Münzfußes ab; seither wurden die neuen Taler als „Konventionstaler“ bezeichnet. In der Folge führten viele Staaten in Süd- und Westdeutschland das Konventionsgeld ein, allerdings ab 1754 mit einer Neubewertung des Talers: Er wurde nicht wie in Österreich mit 120 Kreuzern, sondern mit 144 Kreuzern bewertet; auf die Ausprägung der Münzen hatte dies jedoch in der Regel keine Auswirkung.
Nach Friedensschluss 1763 übernahmen eine Reihe von Staaten in Norddeutschland den Konventionsfuß. Auch hier prägte man die Konventionsmünzen, rechnete aber – wie in Süd- und Westdeutschland – anders, nämlich weiterhin nach dem Reichstaler zu 24 Guten Groschen, dem ein Wert von ¾ Konventionstalern zukam; entsprechend tragen norddeutsche Konventionstaler des Öfteren die Aufschrift „SPECIESTHALER“.
Traditionell wiesen Taler bisher keine Wertangaben auf, Teilstücke derselben konnten bei gleichem Münzbild nur an der Größe unterschieden werden, der Münzfuß war dem Normalverbraucher in der Regel unbekannt. Mit dem Aufkommen der Konventionstaler bürgerte sich der Brauch ein, die Aufzahl anzugeben, z. B. „X EINE FEINE MARK“ für den ganzen Taler, „XX EINE FEINE MARK“ für die halben Taler usw., womit der Silbergehalt eindeutig bestimmt war. Im Gebiet des heutigen Deutschland wurden Konventionstaler letztmals 1838 in Sachsen geprägt, aber dann auf Grundlage des Münchner (1837) und des Dresdner Münzvertrags (1838) durch die neue „VEREINSMÜNZE“ (s. u.) ersetzt.
Der berühmteste Konventionstaler, der Maria-Theresien-Taler, war in Österreich bis 1858 gesetzliches Zahlungsmittel, wanderte aber bereits im 18. Jahrhundert in Massen nach Vorderasien und Nordafrika ab, wo er z. B. in Äthiopien bis 1945 die Landeswährung darstellte (Levantetaler). Er wurde vielfach im Ausland und wird auch heute noch mit der Jahreszahl 1780 offiziell von der Münze Österreich weitergeprägt.
Die Prägung von Prämientalern, mit denen verdienstvolle Landeskinder auf wirtschaftlichem oder künstlerischem Gebiet ausgezeichnet wurden, war eine der Maßnahmen, die zu außergewöhnlichen Leistungen anspornen sollte. Die ersten waren die sächsischen Prämientaler. Die Auszeichnung mit der Vergabe von Prämientalern war eine von vielen Maßnahmen zur Überwindung ökonomischer und kultureller Nöte eines Landes. Die medaillenartigen Sonderprägungen wurden in der Regel als Konventionstaler geprägt.

#### Kronentaler (1755–1800 und länger)

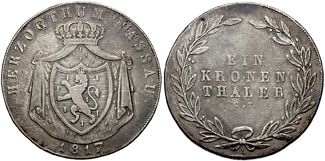
Nassauer Kronentaler (1817)

Ab 1755 ließen die Habsburger in den Österreichischen Niederlanden, dem heutigen Belgien, das zwar immer noch zum Heiligen Römischen Reich gehörte, sich innerlich aber schon längst daraus verabschiedet hatte, neue Taler prägen, die sogenannten Kronentaler. Sie lösten die Albertustaler ab, die gelegentlich auch in Deutschland nachgeprägt worden waren und eine wichtige Handelsmünze im Ostseeraum darstellten. Von diesen Brabanter Kronentalern oder Écus de Flandre gingen 9½ auf die raue Wiener Mark von 280,668 g, er wog also 29,54 g, was bei einem Feingehalt von 13 Lot 17 Grän = 871,53 ‰ ein Feingewicht von 25,75 g ergab. Ab etwa 1790, besonders aber nachdem Frankreich 1792 Belgien erobert hatte, breitete sich die heimatlos gewordene Münze rasch in Süddeutschland aus und verdrängte dort die Konventionstaler und die noch umlaufenden Laubtaler. Da der Taler auf Drängen Österreichs überbewertet wurde – 162 statt 158½ Kreuzer –, lohnte es sich nach dem Greshamschen Gesetz, die besseren älteren Taler einzuschmelzen und in minderwertigere Kronentaler umzuprägen.
Als Österreich 1800 die Ausgabe einstellte, wurden die Kronentaler langsam knapp, so dass die süddeutschen Staaten ab 1809 mit eigenen Prägungen begannen. Die Münzdaten der brabantischen Kronentaler waren nicht bekannt, deshalb musste man sich nach den umlaufenden Münzen richten, die unterschiedlich abgegriffen waren. Das führte dazu, dass jeder der sieben ausgebenden Staaten oder Münzstände seine Kronentaler mit einem etwas anderen Gewicht und Feingehalt prägte, als Extremwerte beim Feingewicht werden in AKS 25,47 g und 25,74 g genannt, bei Rittmann 24,89 g und 25,90 g. Dies macht die Kronentaler zu den unzuverlässigsten deutschen Kurantmünzen; trotz der Unterschiede wurden jedoch alle im Umlauf als gleichwertig behandelt. 1837 entschlossen sich die süddeutschen Staaten dann, zum Zweck der Vereinheitlichung ihr Münzsystem auf den Kronentalerfuß, der ungefähr einem 24½-Gulden-Fuß entsprach, umzustellen. Allerdings wurden die unzuverlässigen Kronentaler selbst nicht mehr geprägt, und sie verschwanden ab der Jahrhundertmitte langsam aus dem Umlauf, wurden aber noch 1858 in einer Zusatzvereinbarung der süddeutschen Staaten zum Wiener Münzvertrag von 1857 im Kurs von 162 Kreuzern bestätigt.
Als 1837/1838 die Prägung der Kronen- und der Konventionstaler eingestellt wurde, endete die Ausgabe von Speziestalern im heutigen Deutschland.

#### Preußischer oder Graumannscher Reichstaler (1750)

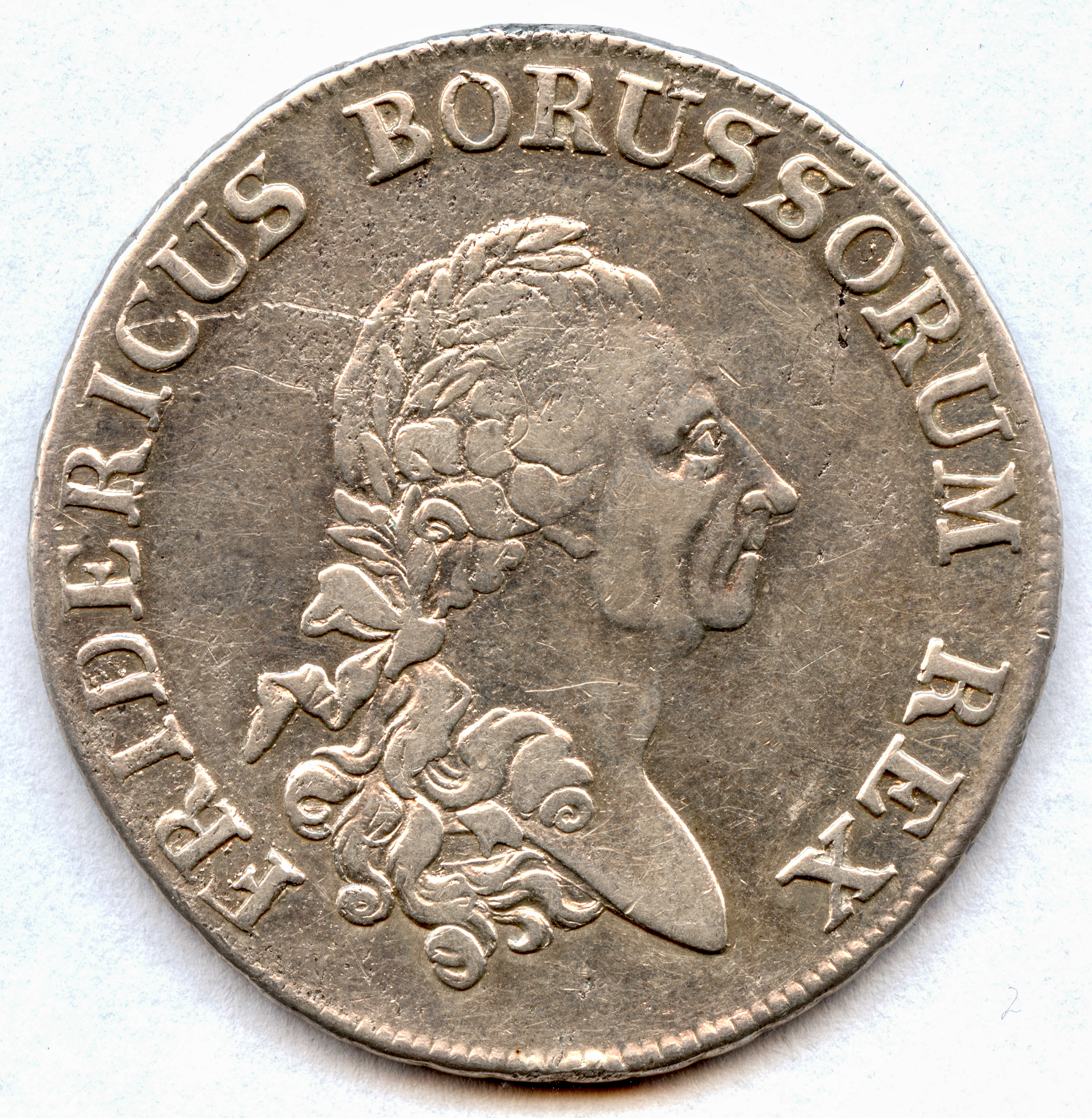
Silberthaler Friedrich II (1777)

Johann Philipp Graumann (ca. 1706–1762) schuf für Friedrich den Großen von Brandenburg-Preußen einen neuen, heute als „Graumannschen“ bezeichneten Münzfuß. Während der Zinnaer, Leipziger und Konventions-Münzfuß immer noch einen Bezug zum Reichsspeziestaler gewahrt hatten, löste Graumann sich völlig von diesem Bezug. Stattdessen untersuchte er den Wert der umlaufenden Groschen und errechnete deren durchschnittlichen Silbergehalt. Weil traditionell 24 Groschen einen Taler bilden, verglich er den Silbergehalt von 24 Groschen mit einer feinen Kölner Mark. Es ergab sich eine Aufzahl von etwa 14 Talern pro Kölner Mark. Ein so geprägter Taler hat ein Feingewicht von 16,704 g, was bei einem Feingehalt von 12 Lot = 750 ‰ ein Raugewicht von 22,272 g ergibt. Dieser Taler bekam die Aufschrift „EIN REICHSTHALER“. Seit 1790 trug er auch häufig nur noch die Bezeichnung „EIN THALER“. 1809 übernahm man auch in Preußen den Brauch des Konventionsgeldes, die Aufzahl anzugeben: „XIV EINE FEINE MARK“. Mit der Ausprägung des Kuranttalers verschwand endlich auch die Diskrepanz zwischen Rechnungsmünze und Speziesmünze.
Der Graumannsche Taler war äußerst erfolgreich: Der Doppeltaler, dem 3½ süddeutsche Gulden gleichgestellt waren, wurde 1838 zur „VEREINSMÜNZE“ der am Dresdner Münzvertrag beteiligten 18 deutschen Zollvereinsstaaten, wobei sich zehn von ihnen für die Übernahme des preußischen Taler-Systems entschieden; dieses wurde bis 1858 von elf weiteren deutschen Staaten übernommen. Im Wiener Münzvertrag von 1857 wurde der preußische Taler leicht modifiziert zum VEREINSTALER (s. u.).
Obwohl bereits 1871 die Mark im (zweiten) Deutschen Reich eingeführt wurde, blieb der Graumannsche Reichstaler formal bis 1907 preußische Währungsmünze.

#### Kuranttaler nach 1750
Nach Einführung der leichteren „Reich-“ und Konventionstaler von den führenden Münzständen prägten auch einige weitere deutsche Staaten Kuranttaler:
- Lübeck 1752: geprägt als „48 SCHILLING COURANT GELDT“ im lübischen 17-Gulden-Fuß = 11 ⅓-Taler-Fuß; Feingewicht: 20,634 g[26]
- Sachsen-Weimar-Eisenach 1760: Konventionskuranttaler „13 ⅓ ST. EINE FEINE MARCK“; Feingewicht: 17,539 g. Dies ist der einzige Fall, dass der Konventionskuranttaler tatsächlich ausgeprägt wurde, obwohl die norddeutschen Staaten durchgängig in Konventionskurant rechneten: 1 Konventionstaler = 1 ⅓ Kuranttaler = zwei ⅔-Taler = vier ⅓-Taler usw.[27]
- Hessen-Kassel 1776 und 1778: Sterntaler im 13 ¾-Taler-Fuß; Feingewicht: 17,008 g[28]
- Hannover 1801: „Hannoverscher Kassentaler“ im 12 ⅓-Taler-Fuß; Feingewicht: 18,962 g[29]
- Berg 1802–1806: Reichstaler im 24-Gulden-Fuß, der in Süd- und Südwestdeutschland gängigen Variante des Konventionsfußes, mit der Aufzahl: „XVI EINE FEINE MARK“; Feingewicht: 14,616 g[30]

Zwei besondere Kuranttaler waren:
- Hannover 1749–1757: Kuranttaler nach dem Reichsfuß von 1738, d. h. dem Leipziger Fuß von 1690, wurden als Goldgulden geprägt im Wert von ½ bis 4 Taler. Die Talermünze trug die Aufschrift „½ GOLDGULDEN / 1 THAL. N. D. R. FUS“.[31]
- Baden 1829–1830: Der „THALER ZU 100 KRZR / IM KRONENTHLR FUSS“ stellt den Versuch Badens dar, im Alleingang das Dezimalsystem in der Talerprägung einzuführen. In der konservativen Bevölkerung waren sie jedoch unbeliebt und wurden nur zwei Jahre lang geprägt, dennoch blieben sie bis 1875 im Umlauf. Die Werte: Raugewicht = 18,148 g, Feingehalt = 14 Lot = 875 ‰, Feingewicht = 15,879 g, Aufzahl = 148⁄11[32]

### 19. Jahrhundert: Taler auf dem Weg zur Einigung

#### Vereinstaler
Dieser ist im Grunde genommen nichts anderes als der preußische Taler, allerdings wurde er auf das neue, im Wiener Vertrag von 1857 festgelegte Grundgewicht von 500 g = 1 Zollpfund bezogen. Statt „XIV EINE FEINE MARK“, also 233,856 : 14 = 16,704 g, hieß es jetzt „XXX EIN PFUND FEIN“, was ein Feingewicht von 500 : 30 = 16,667 g ergab. Eine solche Differenz hätte früher eine Herabsetzung im Wert bedeutet, da sich aber im 19. Jahrhundert allmählich die Vorstellung durchsetzte, dass der Wert einer Münze nicht mehr vom Materialwert (= innerer Wert), sondern vom staatlich garantierten Wert (= äußerer Wert) abhing, wurde die neue Münze, die offiziell die Bezeichnung „VEREINSTHALER“ trug, mit dem alten Taler gleichgesetzt. Der Vereinstaler war bei einem Feingehalt von 900 ‰ deutlich leichter als der Graumannsche Taler: Er wog 18,519 g gegenüber 22,272 g.
Der Vereinstaler wurde von 26 deutschen Zollvereinsstaaten sowie Österreich und Liechtenstein eingeführt. In Norddeutschland, den Taler-Ländern, wurde er in 30 Silbergroschen (in Sachsen 30 Neugroschen) eingeteilt, in den süddeutschen Gulden-Ländern galt er 105 Kreuzer (1 Gulden und 45 Kreuzer), in Österreich und Liechtenstein 150 Neukreuzer. In Deutschland wurde der Vereinstaler bis 1871 geprägt – als Doppeltaler in Sachsen sogar noch 1872, also nach Einführung der Reichswährung –, und er blieb im Umlauf im Wert von 3 Mark bis 1907. In Österreich wurde er bis 1867 geprägt und 1893 außer Kurs gesetzt. Allerdings lief zu der Zeit der weitaus größte Teil der österreichischen Vereinstaler im Deutschen Reich um; dort wurden sie erst 1901 eingezogen.

#### Bremer „Taler Gold“ aus Silber
Mitte des 18. Jahrhunderts führte die Hansestadt Bremen die Goldwährung ein, die auf dem französischen Louis d’or beruhte. Ein Louisdor wurde mit rund 5 Talern bewertet. Der Taler Gold wurde als eigenständige Münze nie geprägt. Erst 1863, 1865 und 1871 gab die Stadt drei Gedenkmünzen in Silber mit der Aufschrift „EIN THALER GOLD“ aus. Er wurde in 15-löthigem Silber geprägt (986,11/1000) und wog 17,539 g bei einem Feingehalt von 17,269 g. Da die Bremer Sorten sich in keiner Weise in das System der neuen Reichswährung einpassen ließen – der Taler Gold entsprach 3,3214 Mark –, waren sie die ersten, die bereits 1872 aus dem Verkehr gezogen wurden, während die Vereinstaler deutschen Gepräges bis 1907 umliefen und dann ab 1908 durch das neue 3-Mark-Stück ersetzt wurden – den, wenn man so will, letzten Kuranttaler.

## Taler außerhalb des Kerngebiets des Heiligen Römischen Reichs

### Schweiz

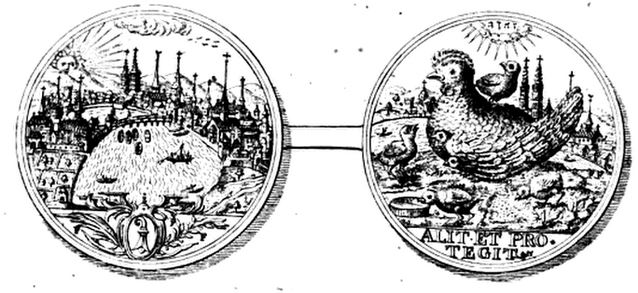
Gluckhennentaler der Stadt Basel, um 1645 geprägt.

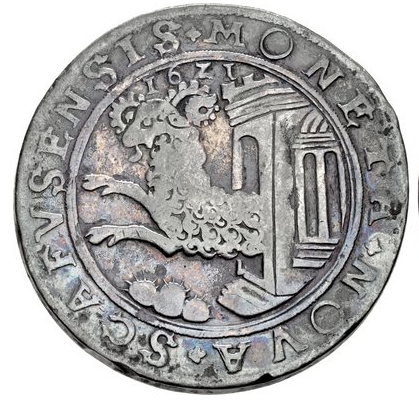
Schaffhauser Bockstaler

Der Taler, der 1493 vom schweizerischen Stadtstaat Bern übernommen worden war und schon bald in fast dem gesamten Gebiet der Alten Eidgenossenschaft unentbehrliche Handelsmünze wurde, gab ab 1795 dem von Bern, anschließend von der helvetischen Regierung und zuletzt zwischen 1812 und 1835 von den Kantonen Aargau, Appenzell Ausserrhoden, Bern, Freiburg, Luzern, Solothurn, Tessin, Waadt und Zürich herausgegebenen 4-Franken-Stück (zu 40 Batzen) den Namen. Inoffiziell wurden auch die nach 1850 herausgegebenen 5-Franken-Stücke des 1848 gegründeten schweizerischen Bundesstaates da und dort Taler genannt, etwa in Appenzell, im Berner Oberland oder im St. Galler Rheintal.
Der um 1645 geprägte Gluckhennentaler sollte die Fürsorge des Basler Rates um die Bürger der Stadt versinnbildlichen.
Der Bockstaler ist eine Talermünze der Stadt und des Kanton Schaffhausen in der Schweiz. Der Taler zeigt auf der Vorderseite das Wappenbild von Schaffhausen mit einem aus einem Tor eines Turms springenden Widders, den der Volksmund Bock nannte. Der Reichsadler auf dem Bockstaler ist ein Zeichen dafür, dass die Eidgenossenschaft noch nicht ganz unabhängig war.

### Taler außerhalb des deutschsprachigen Raums

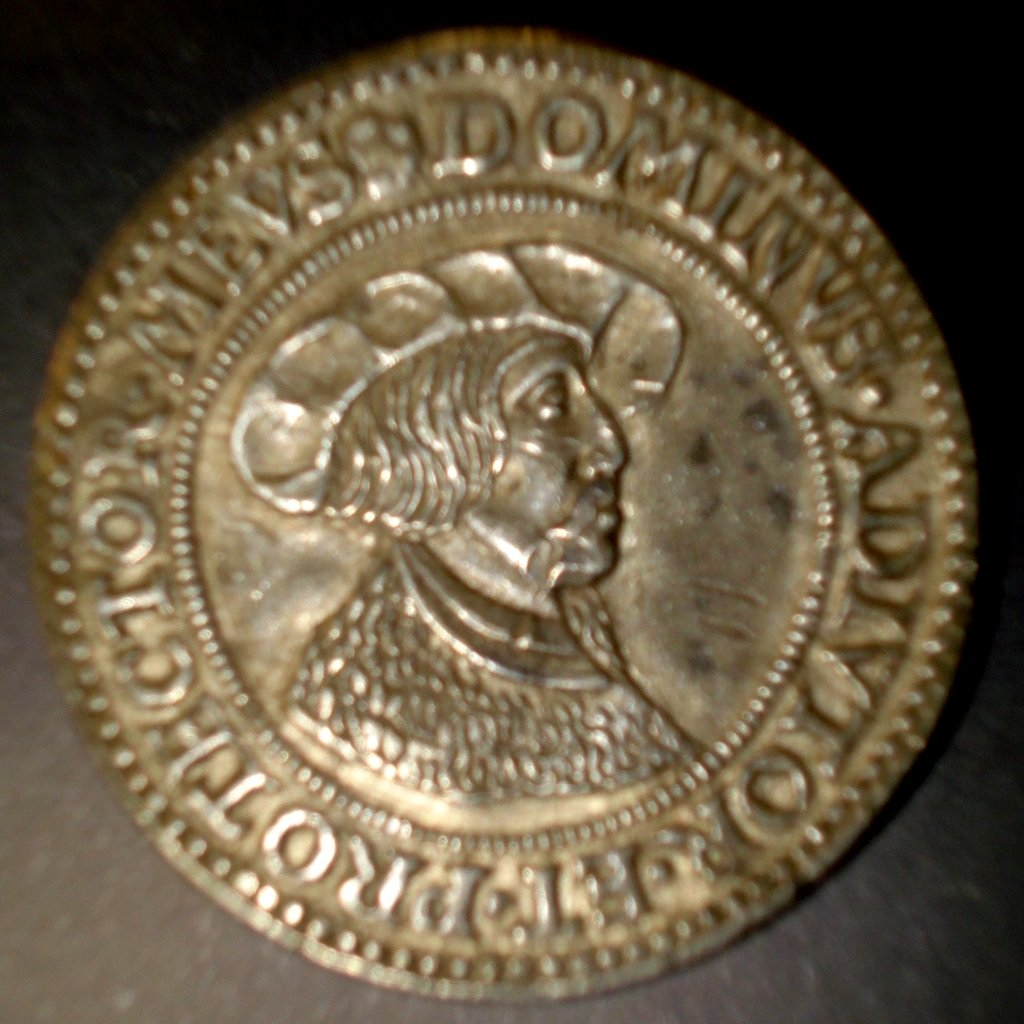
Nikola III. Zrinski-Taler geprägt in Gvozdansko (Kroatien), Anfang des 16. Jh.

Bereits sehr früh wurden Taler auch außerhalb des heutigen Deutschlands geprägt:
- in Spanien ab 1497 als Acht-Reales-Stück oder Peso oder Piastra, der sich auch über das spanische Kolonialreich ausbreitete und von dem sich der US-amerikanische Dollar ableitet;
- in Ungarn ab 1499.
- in den südlichen Niederlanden, dem heutigen Belgien, durch Kaiser Karl V. der Karolintaler ab 1520; spätere Taler waren der Philippstaler, der Burgundische Reichstaler, der Patagon oder Albertus- oder Kreuz-Taler, der Dukaton und der Kronentaler;
- in den nördlichen, den heutigen Niederlanden als Rijksdaalder ab 1583; ab 1575 gab es schon den geringerhaltigen Löwentaler; spätere Taler waren der Patagon oder Silberdukat und der Dukaton oder „Silberner Reiter“;
- in Dänemark als Sölvgylden, also Silbergulden, ab 1516, die spätere Bezeichnung lautet Rigsdaler;
- in Schweden als Riksdaler ab 1534.
- in England als Crownab 1551 und die Cromwellcrown Oliver Cromwells aus der kurzen Zeit der englischen Republik
- in Italien, das territorial und monetär ähnlich zersplittert war wie Deutschland, als Tallero, Ducatone (1551 in Mailand), Scudo (1588 im Kirchenstaat), Piastra u. a.;
- in Polen und Litauen ab 1578; der deutsche Taler wurde dort Joachimik genannt;
- in Frankreich als Écu, Louisblanc oder Louis d’argent ab 1641; die deutschen Taler wurden dort schon vorher als Jocondales, also verballhornte Joachimstaler, bezeichnet;
- in Russland als Rubel ab 1704; die deutschen Taler hießen dort Jefimok.
- in Kroatien in den 1520er und 1530er Jahren in Gvozdansko, dem Besitz von Fürst Nikola III. Zrinski

## Einteilungskriterien für Taler

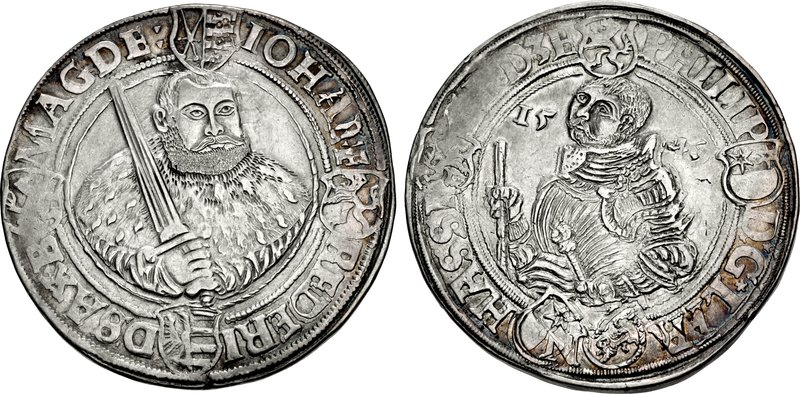
Schmalkaldischer Bundestaler von 1546

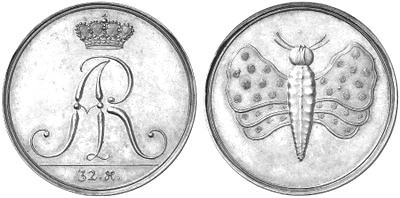
Talername nach dem Münzbild: Schmetterlingstaler aus der Zeit der Gräfin Cosel

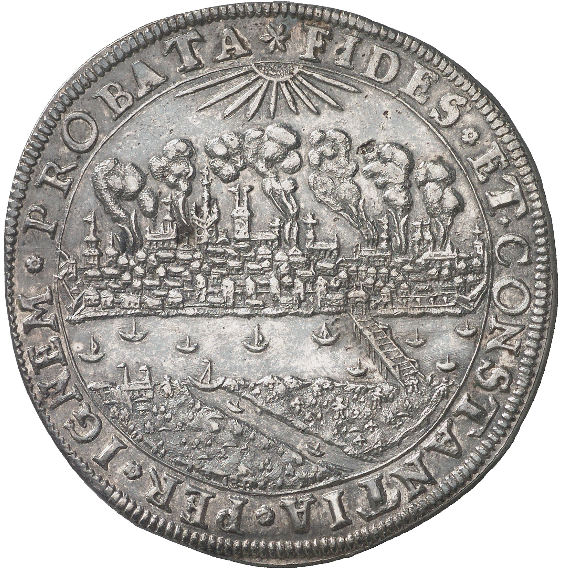
Brandtaler von 1629, Vorderseite

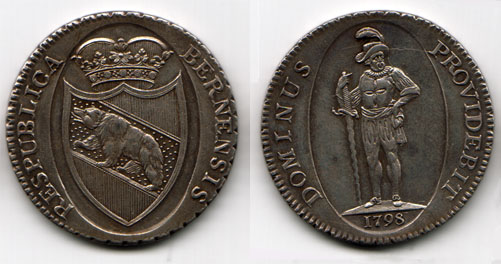
Berner Taler von 1798

- nach dem Münzherrn: Cromwelltaler, Dicke Emma, Juliuslöser, Taler Johann Friedrichs des Großmütigen nach seiner Gefangenschaft, Taler der Söhne Johann Friedrichs des Großmütigen während seiner Gefangenschaft, Alleinprägung Johann Wilhelms von Sachsen (1567–1572), Alleinprägungen Johann Friedrichs II. von Sachsen
- nach persönlichem Anlass: Hochzeitstaler, Eintrachttaler, Sterbetaler
- nach soziokulturellem Anlass: Fleißtaler, Schützentaler, Prämientaler (Sachsen)
- nach historischem Anlass: Geschichtstaler, Reformationstaler, Siegestaler, Vikariatstaler (sächsische und kurpfälzische), Schmalkaldischer Bundestaler, Purimtaler, Locumtenenstaler, Taler auf die Einnahme von Gotha (1567), Taler auf die Verleihung des Hosenbandordens und auf das St. Georgenfest, Blutdollar, Triumphtaler, Brandtaler
- nach Münzbild: Kreuztaler, Schwerttaler; Madonnentaler, Andreastaler, Bettlertaler, Christophtaler, Georgstaler; Rosstaler, Schmetterlingstaler, Erbländischer Taler, Wildermannstaler, Hurenkarrentaler, Luftpumpentaler, Achtbrüdertaler, Beichlingscher Ordenstaler, Weidenbaumtaler, Lichttaler, Pallastaler, Gluckhennentaler, Sterntaler, Corona Danica, Dreibrüdertaler (Kursachsen), Danielstaler, Turmtaler, Bockstaler, Coselgulden, Badehosentaler, Brillenmünze (Brillentaler)
- nach ausgebendem Münzstand: Philippstaler, Burgundischer Reichstaler, Albertustaler, Brabantertaler, Zürcher Taler, Schaffhauser Taler
- nach Abmessungen: Breiter Taler, Dicktaler, Löser
- nach der Stempelkopplung: Zwittertaler
- nach der Funktion: Bankotaler; Kassentaler; Ausbeutetaler; Levantetaler; Wechseltaler
- nach alchemistischen Zeichen: Alchemistentaler
- nach der Wertigkeit: Kippertaler
- nach der Münzaufschrift: Spruchtaler
- Emblematische Taler: Wahrheitstaler; Mückentaler; Rebellentaler; Lügentaler; Pelikantaler
- nach politischem Anlass: Wasertaler
- nach einem Bauwerk: Taler auf den Bau von Schloss Moritzburg in Zeitz; Schautaler zur Grundsteinlegung der Kapelle im Schloss Moritzburg bei Dresden
- nach der Münzaufschrift: Hoym-Taler; Banderolentaler
- nach der Seuche: Pesttaler
- als Spotttaler: Spotttaler auf das Augsburger Interim
- nach einem Insekt: Brömsentaler (Bremsentaler)
- nach dem Glaubenswechsel: Protestantischer Trutztaler

Weiterhin wird unterschieden zwischen Speciestalern und Kuranttalern. Speciestaler bedeutet zum einen tatsächlich zum gültigen Münzfuß ausgemünzer Taler im Gegensatz zur reinen Rechnungsmünze oder zu auf Taler lautendem Papiergeld. Zudem kam es nach 1566 zunehmend zur Ausprägung von Talern, mit einem gegenüber dem offiziellen Reichstaler herabgesetzten Silbergehalt (s. o.). Diese schlechteren, tatsächlich umlaufenden Taler wurden im Gegensatz zum ursprünglichen Reichstaler (= Speciestaler) als Kuranttaler bezeichnet. Genauso, wie Friedrich II. von Preußen sich nicht scheute, seinen frisch auf 16,4 g Feinsilber abgewerteten Taler mit der Aufschrift „Reichsthaler“ zu schmücken, prägten andere Münzstände später ihren ebenso vom Münzfuß von 1566 abweichenden Talern die Bezeichnung „Speciesthaler“ auf. Diese Art „Etikettenschwindel“ verwirrte nicht nur die Zeitgenossen, sondern erschwert auch heute das Verständnis der realen Wirtschaftsgeschichte.

## Besonderheiten
- Wichtig zu wissen ist, dass nicht immer ein Gepräge, das einen Talernamen trägt, auch ein Taler, also eine Münze ist. Bekannte Beispiele dafür sind Hustaler, Kleetaler, Philippstaler, der im 17. Jahrhundert verkleinert nachgeprägt wurde, Locumtenenstaler mit hohem Relief und der Luftpumpentaler, der mit gleichem Münzbild als Medaille und Reichstaler geprägt wurde unter etlichen anderen talerförmigen Medaillen mit einem Talernamen.

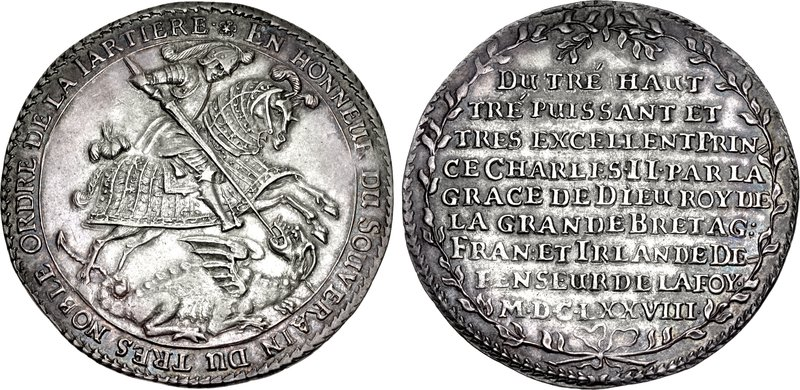
Taler auf die Verleihung des Hosenbandordens und auf das St. Georgenfest, aus der Dresdner Münze. (Kuranttaler von 1678, Durchmesser 49 mm, 23,36 g)

- Der Kuranttaler im Wert zu 24 Groschen war die Haupteinheit der Währung nach dem Vertrag von Zinna (1667). Er war ein Rechnungsbegriff. Dennoch wurde er als seltener Gedenktaler in einigen Fällen ausgeprägt. Obwohl er durch sein Gewicht als Kuranttaler erkennbar ist, wird er mitunter nicht genau von den Speciesreichstalern unterschieden. Ein Beispiel dafür ist der Taler auf die Verleihung des Hosenbandordens und auf das St. Georgenfest von 1678[39]
- Der Schautaler Friedrichs des Weisen (1522) ist nach der sächsischen Münzordnung von 1500 zu leicht. Das als Taler bezeichneten Gepräge könnten folglich eine Medaillen sein.
- Vikariatstaler (sächsische und kurpfälzische) wurden nach dem Tod des Kaisers bis zur Krönung des neuen Kaisers geprägt. (Siehe dazu auch Vikariatsmünzen Johann Georgs II. (Sachsen).)
- Es gibt auch Goldabschläge von Talerstempeln im mehrfachen Dukatengewicht, die umlauffähig waren z. B. das 10-Dukaten-Stück, ein Goldabschlag von den Stempeln des Weidenbaumdoppeltalers sowie der Gluckhennentaler und der Turmtaler als Goldabschlag im Mehrfachdukatengewicht.
- Der Taler der Söhne Johann Friedrichs des Großmütigen während seiner Gefangenschaft zeigt das Kaiserbildnis statt das der Söhne Johann Friedrichs.
- Der Taler Johann Friedrichs des Großmütigen nach seiner Gefangenschaft hat eine ungewöhnlich gestaltete Rückseite. Anstatt des sonst üblichen sächsischen Gesamtwappens zeigt der Taler einen doppelköpfigen Reichsadler.

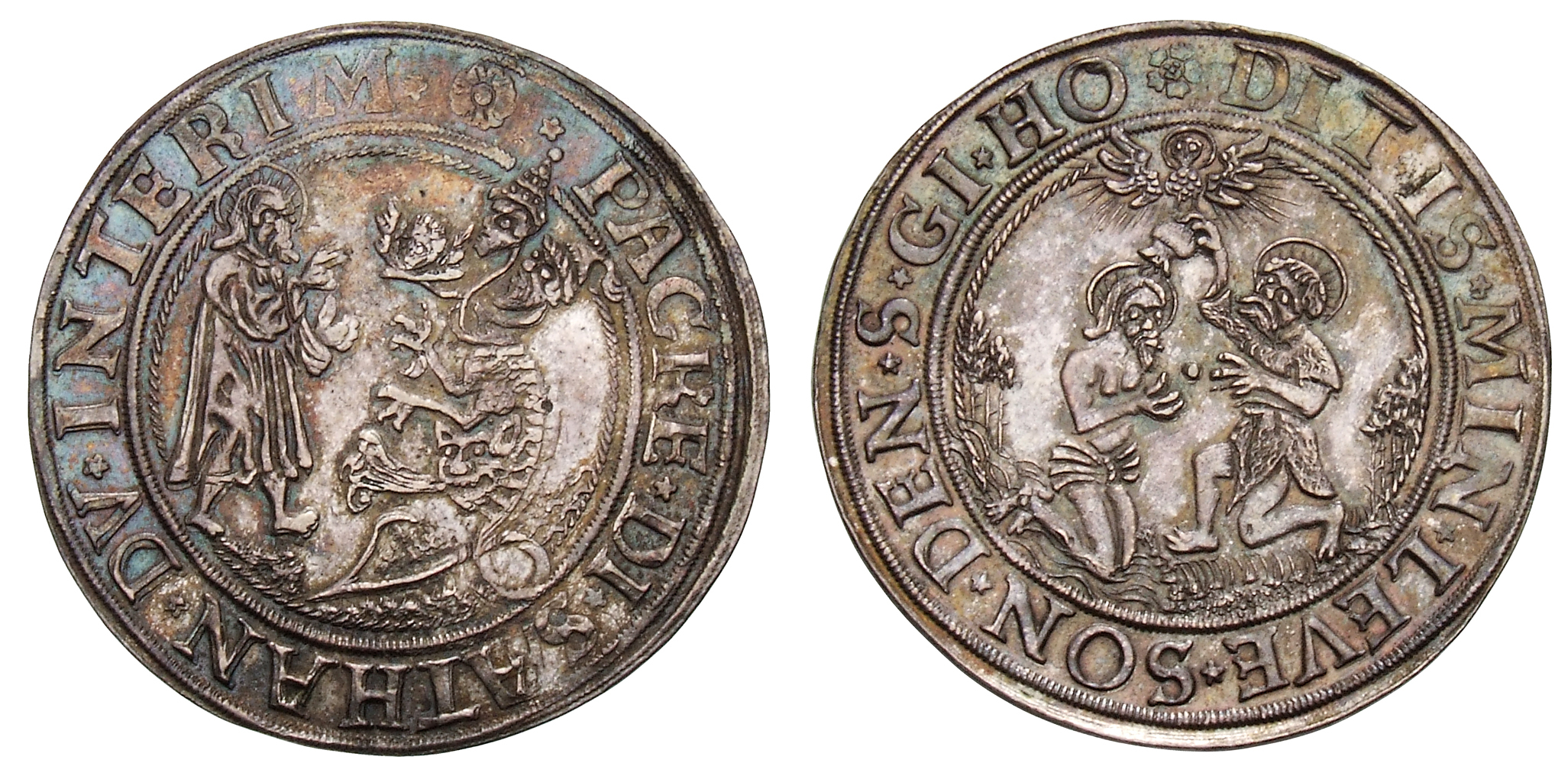
Interimstaler ohne Jahreszahl, um 1549 geprägt, ein als Taler bezeichnetes Gepräge ist eine Medaille.

- Der Coselgulden ist ein 2⁄3 Taler der unter August dem Starken geprägt wurde. Auf der Rückseite befinden sich zwei bogig geformte Wappen, die sich an zwei Stellen berühren und dadurch eine Aussparung bilden, in deren Mitte sich ein Zirkelpunkt des Münzstempels befindet. Die Aussparung mit dem Punkt wurde mit der Gräfin Cosel, der Mätresse August des Starken, in Verbindung gebracht.[40][41]
- Der Badehosentaler zeigt fünf geharnischte nassauische Brüder, die so aussehen, als trügen sie Badehosen.
- Der Hoym-Taler sowie andere Hoym-Münzen wurden wegen „Münzvergehen“ eingeschmolzen.
- Die Pesttaler können Taler, Medaillen und Amulettmedaillen sein. Sie können auch im Talergewicht geprägte Medaillen mit Münzmeisterzeichen sein.
- Die mit großen Verschiedenheiten geprägten Interimstaler sind Medaillen, obwohl sie als Taler bezeichnet werden.

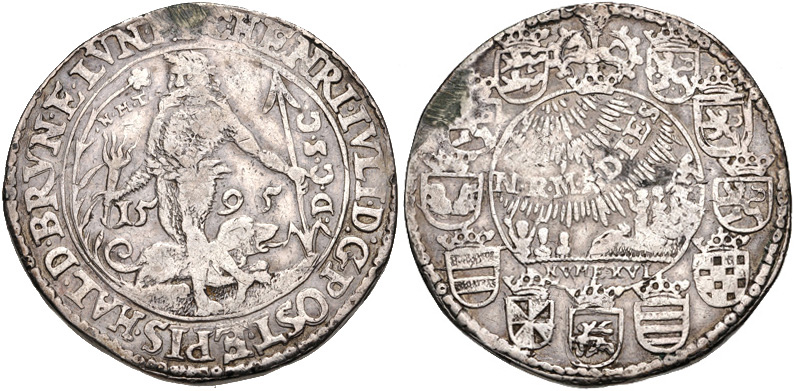
Rebellentaler des Herzogs Heinrich Julius von Braunschweig-Wolfenbüttel von 1595

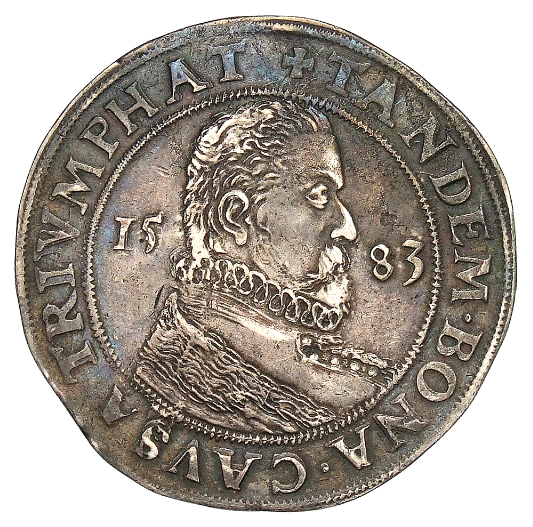
Protestantischer Trutztaler

- Die als Propagandamittel geprägten emblematischen Reichstaler von Heinrich Julius, Herzog von Braunschweig-Wolfenbüttel (1589–1613) sind mit besonderen Münzbildern ausgeführte Gepräge. Der Herzog wollte mit den Talerbildern bei der Bevölkerung Sympathie für seine Politik erlangen. Der erste Spotttaler aus der Reihe der emblematischen Taler ist der Rebellentaler von 1595, mit dessen Münzbild er einige seiner adeligen Feinde verspottete, die ihn beim Reichskammergericht verklagt hatten. Der zweite emblematische Taler des Herzogs ist der Lügentaler von 1556 und 1597. Einige seiner Vasallen hatten viele üblen Dinge über den Herzog angeblich fälschlich verbreitet. Das bewog Heinrich Julius den zweiten symbolischen Taler schlagen zu lassen, der den Namen Lügentaler hat. Der dritte emblematische Taler ist der Wahrheitstaler von 1597 und 1598 mit einem Spruch auf der Vorderseite und der personifizierten nackten Wahrheit auf der Rückseite. Er diente ebenfalls dem Herzog als Propagandamittel in den Auseinandersetzungen mit einigen adligen Familien seines Landes. Der vierte emblematische Taler ist der Mückentaler oder fälschlich Wespentaler von 1599. Die Rückseite zeigt einen Löwen, der den Herzog versinnbildlicht. Ihm fliegen Wespen zu, die adelige Familien seines Landes symbolisieren. Die Wespen werden vom Löwen als Mücken wahrgenommen, da der Adler, der den Kaiser versinnbildlicht, ihn schützt. Der fünfte emblematische Taler ist der Pelikantaler von 1599. Mit diesem Taler versinnbildlichte der Herzog seinen Einsatz für das Land und die Untertanen.[42]
- Den Protestantischen Trutztaler ließ Gebhard Truchseß von Waldburg weder mit seinem Namen noch seinem Titel prägen. Stattdessen verwendete er als Umschrift seinen Wahlspruch: + TANDEM ۰ BONA ۰ CAVSA ۰ TRIVMPHAT (Endlich triumphiert die gute Sache.)[43]
- Die Bonner Belagerungsmünzen von 1583 sind zwar hauptsächlich Klippen, wurden jedoch als Taler und Talerteilstücke geprägt, da geworbene Soldaten bezahlt werden mussten.
- Der Triumphtaler oder Auferstehungstaler mit den Jahreszahlen 1545 und 1546 wird als Taler, Gedenkmünze und Schautaler genannt. Die Bilder der Vorderseite und Rückseite werden in der Literatur vertauscht angegeben. Der erste Braunschweiger Triumphtaler von 1545 wurde so nicht weitergeprägt, sondern im Detail deutlich verändert, ohne dass darüber ein Nachweis existiert. Der Taler ist in der Zeit der ersten Reichsmünzordnung, der Esslinger Reichsmünzordnung geprägt worden, die jedoch die Stadt Braunschweig nicht beachtete.

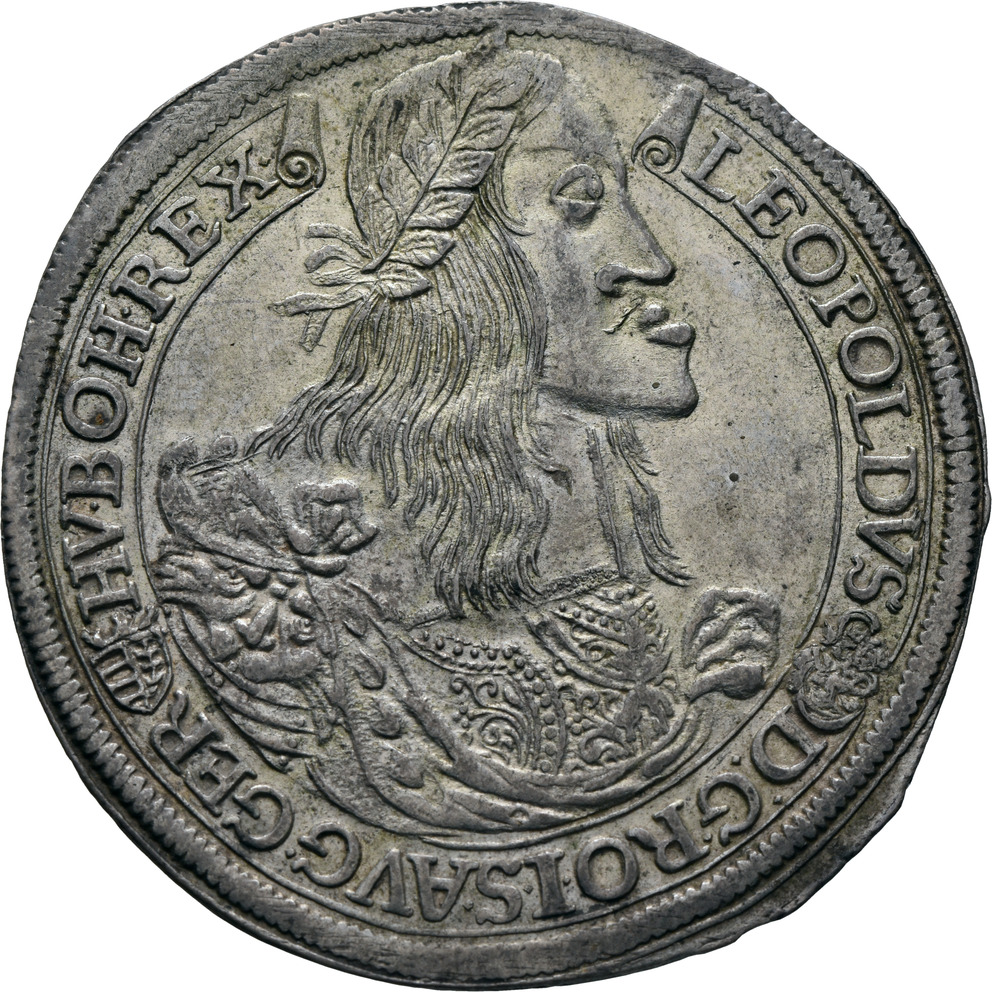
Banderolentaler Leopolds I.

- Der Banderolentaler zeigt die Erbkrankheit Kaiser Leopolds I. in aller Deutlichkeit. Die als Habsburger Unterlippe ausgeprägte erbliche Überentwicklung des Unterkiefers (Progenie)[44] die bei den Habsburgern der Frühen Neuzeit verbreitet war, ist in aller Deutlichkeit im Münzbild des Banderolentalern zusehen. Auf den anderen Talern Leopolds I. ist diese Überentwicklung seines Unterkiefers nicht so deutlich dargestellt, was allerdings daran liegen mag, dass nur der Banderolentaler als breiter Taler ausgegeben wurde. Der Stempelschneider hatte auf Grund des größeren Schrötlings bessere Möglichkeiten für eine detaillierte deutliche und realistische Darstellung des Brustbilds im Münzfeld.[45]
- Brillenmünze oder Brillentaler sind Bezeichnungen für Prägungen mit der Darstellung optischer Geräte. Entsprechend ihrer damaligen Aktualität stammen die meisten dieser Münzen aus dem 16.- und 17. Jahrhundert. Bekannt sind die sogenannten Brillentaler des Herzogs Julius von Braunschweig-Wolfenbüttel (1568–1589).[46]
- Juliuslöser sind silberne Mehrfachtaler, die auch als Schaumünzen bezeichnet werden. Die Gepräge ließ Herzogs Julius von Braunschweig-Wolfenbüttel (1568–1589) ab 1574 schlagen. Der erste Juliuslöser hat einen Wert von 10 Reichstalern, besteht aus Silber und wiegt 260,84 g. Sein Durchmesser beträgt 73 mm und die Dicke 6 mm. Obwohl sie nach des Reiches Schrot- und Korn geprägt wurden, sind die Stücke als Zahlungsmittel nicht geschaffen worden.[47]

## Taler in der deutschsprachigen Literatur und im Volksmund
- Die Sterntaler ist ein Märchen in dem Buch Kinder- und Hausmärchen der Brüder Grimm. In der Erstveröffentlichung des Buches von 1812/1815 hieß es noch „Das arme Mädchen“. In der Ausgabe letzter Hand, die 1857 erschien, wurde der heute gebräuchliche Titel „Die Sterntaler“ verwendet. Der Sterntaler existierte tatsächlich auch als Zahlungsmittel.
- Taler sind auch Zahlungsmittel in der fiktiven Stadt Entenhausen in den deutschsprachigen Ausgaben der Walt-Disney-Comics: 1 Taler = 100 Kreuzer. Im Original heißen die Münzen weniger poetisch einfach Dollar und Cent, also wie die wirkliche US-amerikanische Währung.
- Taler, Taler, du musst wandern (Kinderspiel).
- „Wer den Pfennig nicht ehrt, ist des Talers nicht wert“ (Redensart).